# 礒みゆき
礒 みゆき（いそ みゆき）は、日本の絵本作家、イラストレーター、童話作家。

## 来歴
栃木県生まれ。東京女子大学短期大学部卒業。ダンサー、造形作家を経て、絵本・童話作家として活躍している。
作品に『たからものはひみつ』（金の星社）、「たっちんのえほん」シリーズ（偕成社）、『とりかえっこのにちようび』（ひさかたチャイルド）、「名探偵もも＆ピーマン」シリーズ、『ボロ』（以上、ポプラ社）など多数ある。1999年、紙芝居『ねんねねんね』で高橋五山賞審査員特別賞を受賞。

## 主な作品

### 絵本
- 『小さなお人形の物語』　作・絵：デア・ライト  訳：いそみゆき（2010年9月 、ポプラ社、ISBN 978-4591120712）
- 『とりかえっこのにちようび』　作・絵：いそみゆき（1997年9月、ひさかたチャイルド、ISBN 978-4893255952）
- 『じーっとじーっと』　作：いそみゆき、絵：シモーナ・ムラッツァーリ（1998年、PHP研究所、ISBN 978-4569681061）
- 『ボロ』　作：磯みゆき、絵：長新太（1998年11月、ポプラ社、ISBN 978-4591058329）
- 『ぼくがおっぱいをきらいなわけ』　作・絵：磯みゆき（2001年10月、ポプラ社、ISBN 978-4591069738）
- 『ぼくがパンツをきらいなわけ』　作・絵：磯みゆき（2002年4月、ポプラ社、ISBN 978-4591072233）
- 『げんこのキモチ』　作・絵：礒みゆき、（2005年、ポプラ社、ISBN 978-4591086728）
- 『どろんこケロッタン』　作・絵：いそみゆき、（2008年03月、ポプラ社 、ISBN 978-4591099681）
- 『ゴリラのウーゴ ひとりでおつかい』　作：いそみゆき、絵：土田義晴（2009年09月、ポプラ社 、ISBN 978-4591111314）
- 『ちいさなうさぎ つきのよるのおやくそく』　作・絵：ナタリー・ラッセル、訳：磯みゆき（2009年0月、ポプラ社 、ISBN 978-4591111246）
- 『ぼくのだっこ』　作・絵：礒みゆき（2009年12月、ポプラ社 、ISBN 978-4591112670）
- 『みてても、いい？』　作：礒みゆき、絵：はたこうしろう（2010年10月、ポプラ社 、ISBN 978-4591121993）
- 『天才 林家木久扇のだじゃれことばあそび100』　作：林家木久扇、絵：礒みゆき（2011年4月、チャイルド本社、ISBN 978-4805436257）
- 『はんこください』　作・絵：礒みゆき、（2011年10月、ひさかたチャイルド、ISBN 978-4893252135）
- 『たかいたかい』　文：いそみゆき、絵：かいちとおる（2014年4月、ポプラ社、ISBN 978-4591139448）

#### 木村裕一（きむらゆういち）との共作絵本
- 『たからものはひみつ』　作：木村裕一、絵：いそみゆき（1993年11月、偕成社、ISBN 978-4033401607）
- 『かくれんぼぞろぞろ』　作：きむらゆういち、絵：いそみゆき（1994年、PHP研究所、ISBN 978-4569588995）
- 『たからものはひみつ』　作：木村裕一、絵：いそみゆき（1996年、金の星社、ISBN 978-4323024011）
- 『ごあいさつは すごいぞ』　作：きむらゆういち、絵：いそみゆき（1995年、国土社、ISBN 978-4337093034）
- 『あさのおしたくひとりでできるよ』　作：きむらゆういち、絵：いそみゆき（1996年、世界文化社、ISBN 978-4418978014）
- 『おててきゅっきゅっ』　作：きむらゆういち、絵：いそみゆき（1996年、ポプラ社、ISBN 978-4591049662）
- 『げんきにえんそくおへんじ はーい』　作：きむらゆういち、絵：いそみゆき（1997年11月、PHP研究所、ISBN 978-4418978144）
- 『おべんとうなあに』　作：きむらゆういち、絵：いそみゆき（1999年、ポプラ社、ISBN 978-4591062159）
- 『たっちんのヤダッ!』　作：きむらゆういち、絵：いそみゆき（200１年、偕成社、ISBN 978-4032430202）
- 『たっちんのドキッ！』　作：きむらゆういち、絵：いそみゆき（200１年、偕成社]、ISBN 978-4032430103）

#### サンリオキャラクターの絵本
- 『おやすみなさいのまほう』　作：いそみゆき、絵：（株）サンリオ（2007年8月、ポプラ社、ISBN 978-4591078563）
- 『キティのふしぎなビスケットのき』　作：いそみゆき、絵：（株）サンリオ（2007年8月、ポプラ社、ISBN 978-4591098684）
- 『キティとマイメロディのたのしいくるみわり』　作：いそみゆき、絵：（株）サンリオ（2007年8月、ポプラ社、ISBN 978-4591098677）
- 『シナモロールのパンやさん』　作：いそみゆき、絵：（株）サンリオ（2007年10月、ポプラ社、ISBN 978-4591099322）
- 『シナモンとキティのおおきなホットケーキ』　作：いそみゆき、 監：（株）サンリオ（2007年12月、ポプラ社、ISBN 978-4591100189）
- 『シナモンのふしぎなふわふわパン』　作：いそみゆき、監：（株）サンリオ（2007年12月、ポプラ社、ISBN 978-4591100189）

### 紙芝居
- 『なかよしひゅるるん』　作・絵：磯みゆき（1998年1月、教育画劇、ISBN 978-4774600598）
- 『ねんねねんね』　作・絵：いそみゆき（1999年8月、教育画劇、ISBN 978-4774601236）